# Ceratina bryanti
Ceratina bryanti är en biart som beskrevs av Cockerell 1919. Den ingår i släktet märgbin och familjen långtungebin. Inga underarter finns listade i Catalogue of Life.

## Taxonomi
En sydkinesisk art Ceratina denticulata beskrevs 1963. Den har dock inte nått allmänt erkännande, utan anses av många vara en synonym antingen till denna art eller till Ceratina hieroglyphica.

## Beskrivning
Arten är förhållandevis liten, med en kroppslängd mellan 6 och 8 mm; honan kan vara något längre. Grundfärgen är svart, med citrongula markeringar. Honan har fyra gula längsstrimmor på främre delen av mellakroppen, medan hanen vanligtvis saknar dem (ibland kan han ha två vaga, yttre strimmor). Båda könen har i regel andra gula, oregelbundnare markeringar på mellankroppen, hanen även på bakskenbenen och bakkroppens ovansida.

## Utbredning
Arten förekommer i Sydostasien från södra Thailand över Malaysia till Indonesien (främst Java, där den först upptäcktes, samt Sumatra och Bali) Den troliga synonymen Ceratina denticulata (se under Taxonomi ovan) lever i södra Kina.

## Ekologi
Ceratina bryanti lever i anslutning till mänsklig bebyggelse. Som alla märgbin bygger arten sina larvbon i märgen på olika växter.